# Justo Rodríguez Vera
Justo Carlos Rodríguez Vera es un político peruano. Fue alcalde de la provincia de Parinacochas en tres periodos y consejero regional de Ayacucho entre 2007 y 2010.
Nació en Coracora, provincia de Parinacochas, departamento de Ayacucho, el 4 de octubre de 1961, hijo de Carlos Rodríguez Martínezy Vilma Inocelia Vera. Cursó sus estudios primarios en la ciudad de Lima y los secundarios entre su ciudad natal y Lima. Entre 2001 y 2007  cursó estudios superiores de Historia y Geografía en la Universidad Nacional Mayor de San Marcos de Lima obteniendo el grado de Bachiller.
Su primera experiencia política se dio elecciones municipales complementarias del Perú en 1991.  En ellas se eligió a 12 alcaldes distritales y regidores distritales para el periodo 1991-1992 aunque, debido al autogolpe de Alberto Fujimori, el periodo se extendió hasta 1993. Ello debido a que en las elecciones de 1989 hubo distritos en los que no se pudo llevar a cabo los comicios debido a problemas relacionados con la época del terrorismo y otros donde las elecciones fueron declaradas nulas. En diciembre de 1990, el Congreso del Perú aprobó la Ley N° 25300 que dispuso la celebración de elecciones complementarias en todas aquellas circunscripciones donde no se pudo celebrar elecciones. Las elecciones se llevaron a cabo el 18 de agosto de 1991 y Rodríguez Vera logró la elección como Alcalde provincial de Parinacochas con el 78.502% de los votos como candidato de la Izquierda Unida. Fue reelegido para ese cargo en las elecciones municipales de 1995. Tentó también la reelección sin éxito en 1998 y 2002.
En las elecciones regionales del 2006 fue candidato del Movimiento Independiente "Innovación Regional" al consejo regional del Gobierno Regional de Ayacucho obteniendo la elección para el periodo 2006  2010. En las elecciones municipales del 2014, fue el candidato del mismo movimiento para la alcaldía de Parinacochas que obtuvo por tercera vez con el 29.868% de los votos Fue inscrito por el Partido Morado como candidato a congresista por Ayacucho en las elecciones generales del 2021.